# 湊博昭
湊 博昭（みなと ひろあき、1948年3月7日 - 2006年10月3日 ）は、日本の医学者、精神科医。専門は社会精神医学、研究領域は、青年期危機の精神医学的研究、スチューデント・アパシーの臨床研究、青年期精神医学の研究。

## 人物
徳島県生まれ。
一橋大学での湊ゼミで学んだ学生には、漫画家の倉田真由美や黒田硫黄、ジャーナリストの安田純平らがいる。
一橋大学の他、東京大学（駒場・本郷）、東京工業大学、中央大学などの保健センターでも非常勤講師として、学生の診察を行っている。ただし、2006年3月、体調不良のため全て辞職。一橋大学でも、講義・演習は辞退したが、保健センターでの診察は同年9月に帰宅途中の国分寺駅で脳出血で倒れるまで継続した。
また東京大学の助手時代から週末には東京都内の精神科病院で診察を行っており、晩年は自らの治療の為休診がいくどかあったものの、これも倒れるまで継続していた。ここでも患者からの信頼は極めて厚いものがあったが、学生時代に診た患者の幾人かについてはここで大学を離れた後のケアも行っていた。
2006年10月、58歳で死去。前任の稲村博（精神科医、斎藤環の指導教官）に続き、一橋大学保健管理センター教授のポストにある者が、二人連続定年前に死去することとなった。

## 主な経歴
- 1948年 3月徳島県に生まれる。父は電動機技術者
- 1966年 3月大阪府立天王寺高等学校卒業
- 1973年 3月東京大学医学部卒業
- 1974年 8月八王子医療刑務所医療部法務技官
- 1977年11月東京大学保健管理センター助手
- 1989年 4月一橋大学保健管理センター助教授、一橋大学社会学部助教授
- 2000年 4月一橋大学保健管理センター教授、一橋大学社会学部教授、保健管理センター長
- 2006年10月肝不全のため死去

## 主要業績（論文・口頭発表）
論文　
- 「問題のある飲酒を示した症例の検討」『第15回大学精神衛生研究会報告書』, 1994
- 「留年生にどう関わるか」『第16回大学精神衛生研究会報告書』, 1995
- 「電子メールによる治療的関与の試み」『第16回大学精神衛生研究会報告書』, 1995
- 「母親の病気と女子学生」『第17回大学精神衛生研究会報告書』, 1996
- 「スチューデント・アパシー」『学生と健康』, 南江堂, 1996
- 「電子メールと治療的関与」『シンポジウム「遠隔カウンセリングシステムによる精神医学的診断と心理ケア」報告書』, 東京工業大学保健管理センター, 1997
- 「友人としての精神病者」『第18回大学メンタルヘルス研究会報告書』, 1997
- 「SOQ（suicide opinion questionnaire）について」『第19回大学メンタルヘルス研究会報告書』, 1998
- 「性的外傷体験と女子学生」『Campus Health』 通巻35号, 全国保険管理協会, 1999
- 「大学生と軽い依存」『第20回大学メンタルヘルス研究会報告書』, 2000
- 「文系大学院生の問題」『第25回全国大学メンタルヘルス研究会報告書』 通巻25号, 全国大学メンタルヘルス研究会, 2004.8

口頭発表
- 「嘔吐症状をしめした留学生」, 全国大学メンタルヘルス研究会, 2005.11, 室蘭工業大学

## エピソード
医師としての患者に対する誠実な態度は並外れたものであったが、故に2003年に『白い巨塔』が再度テレビ・ドラマ化された際には、大学の学生間で「湊先生」＝「東大版の里見」との噂が流れるほどであった。（原作と異なり、裁判で財前に不利な証言をした里見が山陰大学の保健センターに左遷される設定になっていた）但し、医学部時代に全共闘に加わり、その後もいわゆる「赤レンガ」派に属していた為、東大での出世の道が無かったのは事実である。が、一橋大学に職を得、非常勤とはいえ東大での勤務が続けられたのは例外的であり、これも医師としての優秀さが高く評価されたゆえである。

## 著書（編著）
- 山田和夫編 奥田良子・高塚雄介・湊博昭『20代の心理と病理　ヤングアダルトをどう理解するか』千曲秀版社 1986年 ISBN 4-80500092-9